# 锡化物
锡化物是指含锡阴离子的金属间化合物，在有机化学上也指含有机锡阴离子的化合物。

## 碱金属和碱土金属的二元锡化物
当锡和碱金属或碱土金属化合，其中一部分形成离子化合物，含单原子或多原子的锡阴离子（Zintl离子），如Mg2Sn中的Sn4−、K4Sn9中的Sn94−等。
即便是这些金属，并不是所有形成的化合物都可以被认为是具有局部键合的离子的，如金属间化合物Sr3Sn5包含着{Sn5}四方锥单元。

## 碱金属和碱土金属的三元锡化物
三元锡化物，如LiRh3Sn5和MgRuSn4 ，包含着碱金属（碱土金属）、过渡金属和锡三种元素的化合物也得到了研究。

## 其它金属的锡化物
二元和三元的金属间锡化物也都是已知的。
锡化铌（化学式：Nb3Sn）是最注明的金属间锡化物超导体，它更常被称作“niobium-tin（铌锡）”。

## 多锡化物（Snxy−）
一些锡的Zintl离子在下文列出。它们有的含有二中心二电子键(2c-2e)，有的则是缺电子的，其成键有时可用多面体骨架电子对理论（Wade规则）来计算：由每个锡原子贡献的价电子数等于2（不计s电子）。有一些硅化物和铅化物也有着相似的结构，如四面体的Si44−、链状的(Si2−)n、Pb44−和Pb94−。
- Sn4−，存在于Mg2Sn中。[2]
- Sn44−，四面体，有2c-2e键，存在于CsSn中。[2]
- Sn42−，四面体，10电子（2n+2）的closo-簇合物。[9]
- (Sn2−)n，有着2c-2e键的zig-zag chain polymeric anion，存在于BaSn中。[2]
- Sn52−，closo-簇合物，12电子(2n+2)（三角双锥体），存在于(2,2,2-crypt-Na)2Sn5中。[10]
- (Sn84−)n，聚合的2D阴离子，存在于NaSn2中。[11]
- Sn94−，根据多面体骨架电子对理论，22电子（2n+4）的nido-簇合物(capped square antiprismatic)，存在于金属间化合物K4Sn9中；[3]以扭曲的离子存在于Na4Sn9·7en（en＝乙二胺）中。[12]
- Sn93−，有顺磁性，21电子，closo-簇合物阴离子( D3h symmetry) (比根据多面体骨架电子对理论预测的20个电子（2n+2）多出了1个）。[13]
- (Sn127−)n，聚合的2D阴离子，存在于Na7Sn12中。[14]